# Xanthorhoe napassa
Xanthorhoe napassa är en fjärilsart som beskrevs av Paul Dognin 1900. Xanthorhoe napassa ingår i släktet Xanthorhoe och familjen mätare. Inga underarter finns listade i Catalogue of Life.